# 車いすマラソン

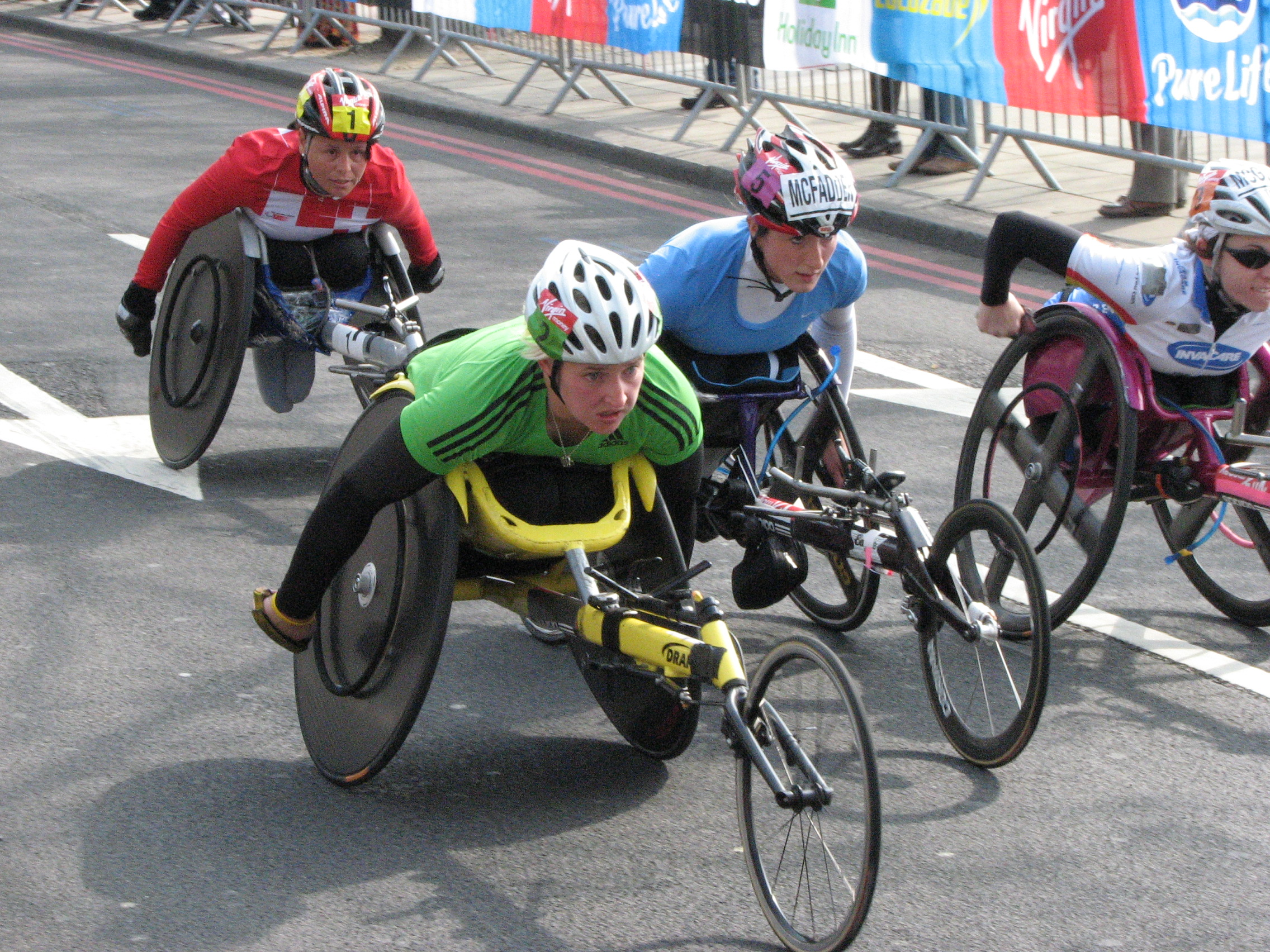
2011ロンドンマラソン

車いすマラソン（くるまいすマラソン、英語:wheelchair marathon）は、公道コース等（公園の敷地内や空港の滑走路等を使用する場合もある）を使用して行う車いす陸上競技で障害者スポーツの1つ。参加者は3輪タイプの競技用車いすに乗り、腕の力だけで42.195 kmを走り抜く。1984年の1984年ニューヨーク・ストークマンデビルパラリンピック（ロサンゼルスオリンピック時）から夏季パラリンピックの正式種目に加えられた。
ハーフマラソンの21.0975 kmや、10 km、5 kmロードレース等、マラソンに満たない距離であっても、トラック外で行われるものは、国内では「車いすマラソン」と呼ぶことが多いが、ここでは主に42.195 kmのフルマラソンについて記述する。

## スピード
車いすマラソンの世界記録1時間20分14秒（1999年 ハインツ・フライ/大分国際）は、平均時速31.7kmであり、健常者のマラソンの世界記録2時間01分39秒（2018年 エリウド・キプチョゲ/ベルリンマラソン）の平均時速は、20.8kmである。

### 比較
| 項目             | 車いすマラソン | 健常者マラソン | 比較 （車椅子/健常者） |
| ---------------- | -------------- | -------------- | ---------------------- |
| 平均時速         | 31.7km/h       | 20.8km/h       | 3/2                    |
| 5kmラップタイム  | 10分/5km       | 15分/5km       | 2/3                    |
| 100mラップタイム | 11.4秒/100m    | 17.3秒/100m    | 2/3                    |

- 車いすのトップ選手の場合、1分で500m進むことができ、2分で1km走れるため、80分で40kmに到達できる。
- 公道における原動機付き自転車（50ccバイク）を抜き去るスピードである。

（※ 以上の記事は2019年3月現在のデータによる）

### 最高速度
- 平地 - T54（障害程度の軽いクラス）男子の100mの世界記録が13秒63、200mの世界記録が24秒18、400mの世界記録が43秒46（いずれも2019年3月1日現在）であるため、スタート直後はやや遅いが、トップスピードに乗ってからは100mあたり約10秒であるため、時速36kmに達している。ただしこれらはトラックで記録されたものであり、全区間の半分をコーナーが占めており、減速していることを考慮すると、東京マラソン等、フィニッシュ直前が200m程度の直線であれば、ラストスパートでは、時速37～38kmに達すると考えられる。
- 下り坂 - レースでは、50kmを超える[1][2]。
  - 2008年北京パラリンピック銀メダリストの笹原廣喜は最高で時速68kmを出したことがあるという[3][4]。フレーム剛性が向上し直進安定性も増していることから、高速走行が可能となったが、前輪ブレーキの制動力を完全に超え、制御不能となるため危険である。また、ブレーキを強く掛けると前輪がロックしてしまうため、路上の段差や小石等に乗り上げ前輪が横に流れた場合、転倒の危険性が大きくなる[5][6]。

## 戦略

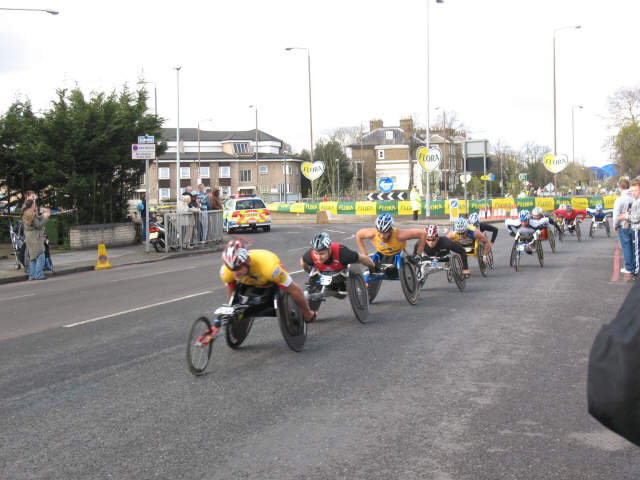
2008ロンドンマラソン

以下に記述するようにマラソンと同様の戦略があるが、空気抵抗を減らすために先行する選手の後ろに付くことで数台～十数台が直線的に並び、風除け役となる先頭を交代（ローテーション）しながら、体力を温存しスパートの時を窺うなど、自転車のロードレースと同様な戦略も見られる。これは車いす競技ではドラフティングと言い、異なるクラスでのドラフティングは禁じられている。

### 先行逃げ切り型
早い段階で先行し、そのままフィニッシュまで逃げ切る。
1990年代後半の大分国際における絶頂期のハインツ・フライにおいては逃げるというよりむしろ、付いて行ける選手がいないため、1人となってしまうということがしばしば見られた。

### ロングスパート型
競技場に入る前に決着を付けるという戦略である。
トラック勝負は、瞬発力がどれだけあるかに懸っているし、集団となっている場合は、前に出るチャンスが生まれるかどうかは不確実であるため、確実に勝つためにはトラックに入る前に集団から抜け出す必要がある。また、障害部位により腹筋・背筋の力が弱く、トラック勝負で不利になる選手の場合は、この戦略を選択する場合が多い。

### トラック勝負型
瀬古利彦のようにスプリント能力に絶対的な自信がある場合は、競技場まで体力を温存し、最後に抜き去るということも可能だろうが、集団の数によっては、思い通りの進路が取れない場合も多く、勝つためには運も味方につける必要がある。

#### 半円コースとオーバルコース
自転車レースや自動車レースには、オーバルコースが採用されている。これは、カーブで急にハンドルを切ると危険であるため、徐々に曲がり方が強くなるように設計されているものである。（緩和曲線参照）しかし陸上競技のトラックは、人が足で走ることを前提に、また運動場などでラインを引きやすいように設計されているため、カーブは完全な半円である。従ってコーナーの入り口で一気にハンドルを切れば、後はその角度を維持し続ければよいことになる。
競技用車いすには、前輪の角度をトラックのカーブに合わせて固定する装置が取り付けられているため、カーブの入り口でハンドル角を固定すれば、ハンドルを触らずに後輪を漕ぎ続けることができる。車いすレースにおいては、この、前輪角度の固定タイミング、直線に出た時に戻すタイミングがポイントとなる。
- （参考）2008年北京女子5000m
  - 2008年北京パラリンピック、車いす女子5000mラスト1周直前で接触、転倒したのは、このタイミングを逸したのが原因である。コーナーを終え、直線に出た時、2位を走っていた選手が、下を向いていたため直線に出たことに気付くのが遅れ、前輪を元に戻さなかったため、内側に切り込んできて、後続と接触、転倒したものである[7]。2004年アテネの5000m金メダリストの土田和歌子がこのアクシデントに巻き込まれ、優勝を期待されたマラソンも欠場を余儀なくされている。

## 歴史と開催形態

### 大きなマラソン大会の「車いすの部」として開催

#### 車いすの部（wheelchair division）
一般のマラソン大会がスタートする5分～10分前に、同じコースをスタートする。健常者がフィニッシュするより早くフィニッシュできるタイムを持ったランナーに参加者を限定すれば、健常者と交錯することなく、交通規制を5～10分長くするだけでコースを使用できるメリットがある。

#### 競技の始まりと発展
1974年にアメリカ合衆国で開催されたレース（距離等不明）と、1975年に訴訟の末ボストンマラソンに参加したボブ・ホール(Bob Hall,Robert Hall)が車いすマラソンのパイオニアとして知られている。ボストンマラソンの影響が大きく、欧米諸国ではこのタイプの大会が多い。

#### 近年の動向
近年では日本でも東京マラソンが2007年から（ただし女子は2008年から）、大阪マラソンが2011年から車いすの部を設けており、今後さらに車いすの部を設定するマラソン大会が増えることが期待される。

### 車いすランナーだけの単独大会
独立した大会であるため、車いすの部よりも関門時間を多少、長くすることが可能であるため、重度の障害者も参加できるメリットがある。

#### 競技の始まりと発展
ボストンマラソンなどに刺激を受け、日本でも既存のマラソン大会に参加しようとする動きがあったが、当時の日本では、車いす使用者がマラソンの距離を安全に完走できるという確証がなかったため、実験的な大会として、単独開催せざるを得なかった。1981年に開始された大分国際車いすマラソン大会によって車いす使用者がマラソンの距離を完走することが可能であり、また無理をしなければ健康を害することもないということが広く認知されるようになった1990年頃からは、全国各地で同様の車いす単独の大会が開催されるようになった。

#### これまで日本で開催された単独大会
- 1983年～ 大分国際車いすマラソン（大分県大分市）
- 1988年～ 全国車いすマラソン（兵庫県篠山市）
- 1990年～ はまなす全国車いすマラソン（北海道札幌市）
- 1991年～ 日本車いすマラソン大阪大会（大阪市舞洲）
  - （2006年までで休止）
- 2005年～ 日産カップ追浜チャンピオンシップ（神奈川県横須賀市）
  - （2006年までで休止、ただしハーフは継続）

### 近年の動向
1980年代は障害者の社会参加という福祉的な意味合いが大きかったが、国内各地で車いすマラソン大会が開催され、パラリンピックの正式種目にも加えられるなど、競技性が高まり、海外のレースを転戦するプロ選手も現れた。2010年代頃からはボストンマラソンで日本人が優勝した際も、競技スポーツとして報道されるようになった。

## 競技規則等
基本的な部分は日本陸上競技連盟のルールに則って行われるが、障害者スポーツとしての特殊な部分（競技用車いすの規格や障害の程度に応じたクラス分けなど）は、大会規模や大会の目的に応じて「World Para Athletics競技規則」や、「日本パラ陸上競技連盟競技規則」に則って行われる。またこれらの団体から記録を公認されるためには、大会自体が公認を得るとともに選手自らも選手登録しておく必要がある。

### クラス分け
障害程度に応じて、T51、T52、T53/54等に分けられる。Tはtrack（トラック）、10の位の5は脊髄損傷、1の位は障害程度の重い順に1～4で表される。T54は腹筋が機能する。T53は腹筋が機能しない。T51は握力や腕を伸ばす力が弱く、ほとんど腕を曲げる力だけで走る。

## 記録
黎明期である1970代半ばは、まだ足で走る速さには及ばなかったが、1980年 Curt Brinkman（アメリカ）が、ボストンマラソンにおいて、1時間55分00秒で優勝し、健常者の記録を抜き去った。現在の世界記録1時間20分14秒（1999年 ハインツ・フライ/大分国際）は、平均時速31.7kmであり、100mを11.4秒のペースで走り続けたことになる。

### 男子世界記録の推移
| 年月           | 記録          | 選手                         | 大会     | 備考                                                                   |
| -------------- | ------------- | ---------------------------- | -------- | ---------------------------------------------------------------------- |
| 1983年11月13日 | 2時間22分20秒 | 山本行文                     | 大分国際 | 日本最高記録（当時）                                                   |
| 1984年11月11日 | 1時間48分25秒 | アンドレ・ヴィジェ（カナダ） | 大分国際 | 初めて2時間の壁を破る （ボストンマラソンを除く）                       |
| 1984年11月11日 | 2時間00分47秒 | 山本行文                     | 大分国際 | 日本人で初めてマラソン男子（健常者）の世界最高記録と日本最高記録を抜く |
| 1986年11月2日  | 1時間50分05秒 | 山本行文                     | 大分国際 | 日本人として初めて2時間の壁を破る                                      |
| 1999年10月31日 | 1時間20分14秒 | ハインツ・フライ             | 大分国際 |                                                                        |
| 2021年11月21日 | 1時間17分47秒 | マルセル・フグ               | 大分国際 |                                                                        |

### 女子世界記録の推移
| 年月           | 記録          | 選手               | 大会                    | 備考 |
| -------------- | ------------- | ------------------ | ----------------------- | --- |
| 1984年11月11日 | 2時間38分14秒 | 幸塚直子（石川）   | 大分国際                | 日本最高（当時） |
| 1990年9月30日  | 2時間35分34秒 | 長谷川尚美（兵庫） | 第2回全国車いすマラソン | 日本最高（当時） |
| 1990年10月28日 | 1時間51分31秒 | 長谷川尚美（兵庫） | 大分国際                | 日本最高（当時） 日本人女子選手として初めてマラソン女子（健常者）の世界最高記録と日本最高記録を破り、また同時に、日本人女子として初めて2時間の壁を破る。 |
| 1997年11月2日  | 1時間39分40秒 | 畑中和（兵庫）     | 大分国際                | 男子の世界記録も上回る（当時） |
| 2001年11月11日 | 1時間38分32秒 | 土田和歌子（東京） | 大分国際                | 世界最高 |

### ボストンマラソンの記録の扱いについて

#### 二つの世界記録
「障害者スポーツ」の世界では、過去においては国際ストーク・マンデビル車椅子競技連盟（ISMWSF＝International Stoke Mandeville Wheelchair Sports Federation ）が、
現在では「国際パラリンピック委員会（IPC／1989年設立）」が競技や記録のルールを統括しているが、ボストンマラソンでの世界新記録は、IPC公認の世界新記録とはならない。
従って、車いすマラソンには、二つの世界記録が存在する。一つはIPC公認大会の記録、もう一つは、ボストンマラソンの記録である。
これは、平地のレースとダウンヒルレースの2種目あると考えると分かりやすい。例えばテニスにおいても、芝コートのウインブルドン選手権と、クレーコートの全仏オープンとを同列に比較できないのと同じように、ボストンマラソンとそれ以外のマラソンとでは、記録を単純に比較することはできない。

#### 「公認世界記録」とならない理由
2004年、国際陸上競技連盟（国際陸連=IAAF）は、大会ごとに条件の異なるコースの規格を統一し、記録の比較を容易にするためにマラソンの基準を設定したが、その内容は
スタート地点とフィニッシュ地点の直線距離が全長の半分以下（フルマラソンでは21.0975km）で、高低差が1/1000以内（42.195kmのマラソンでは、42m以内）等であったが、ボストンのコースはほぼ一直線で折り返し点がなく、スタート地点よりもフィニッシュ地点の方が140m低い下り坂であり、ボストンのコースには当てはまらないものであった。
なお、障害者スポーツが誕生する何十年も前から存在し、既に権威であるボストンマラソンが、歴史の浅いIPC等の公認を得るメリットは多くないと認識しているであろうことは想像に難くない。

#### 勝者と記録の扱い
ただし、公認記録にはならないといっても「他の大会と同じカテゴリーの中の世界新記録としては扱わない」というだけであり、記録をないものとする訳ではなく、勝利を軽んじるというわけでもない。現に、ボストンで出した記録は、IPCが公表する年間ランキングに掲載される。
また、ボストンマラソンが歴史上初めて車椅子使用者を「ランナー」として公式に認めた偉大な大会であり、最も伝統と権威あるマラソン大会であることには変わりないため、IPC公認世界記録とはならないとしても、ボストンマラソンの記録を更新したという偉業については、最大級の賛辞を持って讃えられることには変わりない。

#### 現在の世界記録
- IPC公認世界記録
  - 1時間20分14秒/ハインツ・フライ（スイス）/1999年10月31日　大分国際[14]
- ボストンマラソンの世界記録
  - 1時間18分25秒/ジョシュア・キャシディ（カナダ）/2012年4月16日[15]

## 主な選手

### 日本選手

#### 男子
- 山本行文 車いすランナーの先駆者
- 野崎輝男（大阪）
- 藤川泰博（兵庫）1988年 ソウルパラリンピック出場
- 山口悟志（愛媛）
- 中村博之（大阪）
- 川上耕作（兵庫）
- 田中秀夫（山口）1996年アトランタパラリンピック、2000年シドニーパラリンピック日本代表。
- 辰巳晃一（愛知）1996年アトランタパラリンピック日本代表。90年代の日本トップ3
- 藤田英二（山口）
- 室塚一也 1996年アトランタパラリンピック 銀メダル。日本人初のプロレーサー
- 永尾嘉章 (兵庫) パラリンピック7大会出場
- 廣道純 2002年 ベルリンマラソン 2位
- 渡辺幹司（広島）
- 花岡伸和（東京）2004年 アテネパラリンピック 6位入賞
- 安岡チョーク
- 笹原廣喜（大分）2008年 北京パラリンピック 銀メダル
- 山本浩之（福岡） 2010年 東京マラソン車いすの部 男子 優勝
- 久保恒造（北海道）
- 洞ノ上浩太（福岡）2008年 北京パラリンピック 5位入賞
- 樋口政幸（長野）
- 副島正純 2007年、2010年 ベルリンマラソン 優勝
- 上与那原寛和 2008年 北京パラリンピック T52 マラソン銀メダル

#### 女子
- 幸塚直子（石川）
- 長谷川尚美（兵庫）
- 畑中和 2004年 アテネパラリンピック 金メダル、1996年 アトランタパラリンピック 銀メダル、2000年 シドニーパラリンピック 銀メダル
- 土田和歌子 2004年 アテネパラリンピック 銀メダル、ボストンマラソン4連覇（2007～2010）、2010年 ベルリンマラソン 優勝ほか
- 八巻智美 2008年 T52世界記録更新
- 木山由加
- 中山和美

## 競技用車いす

### 形状とサイズ

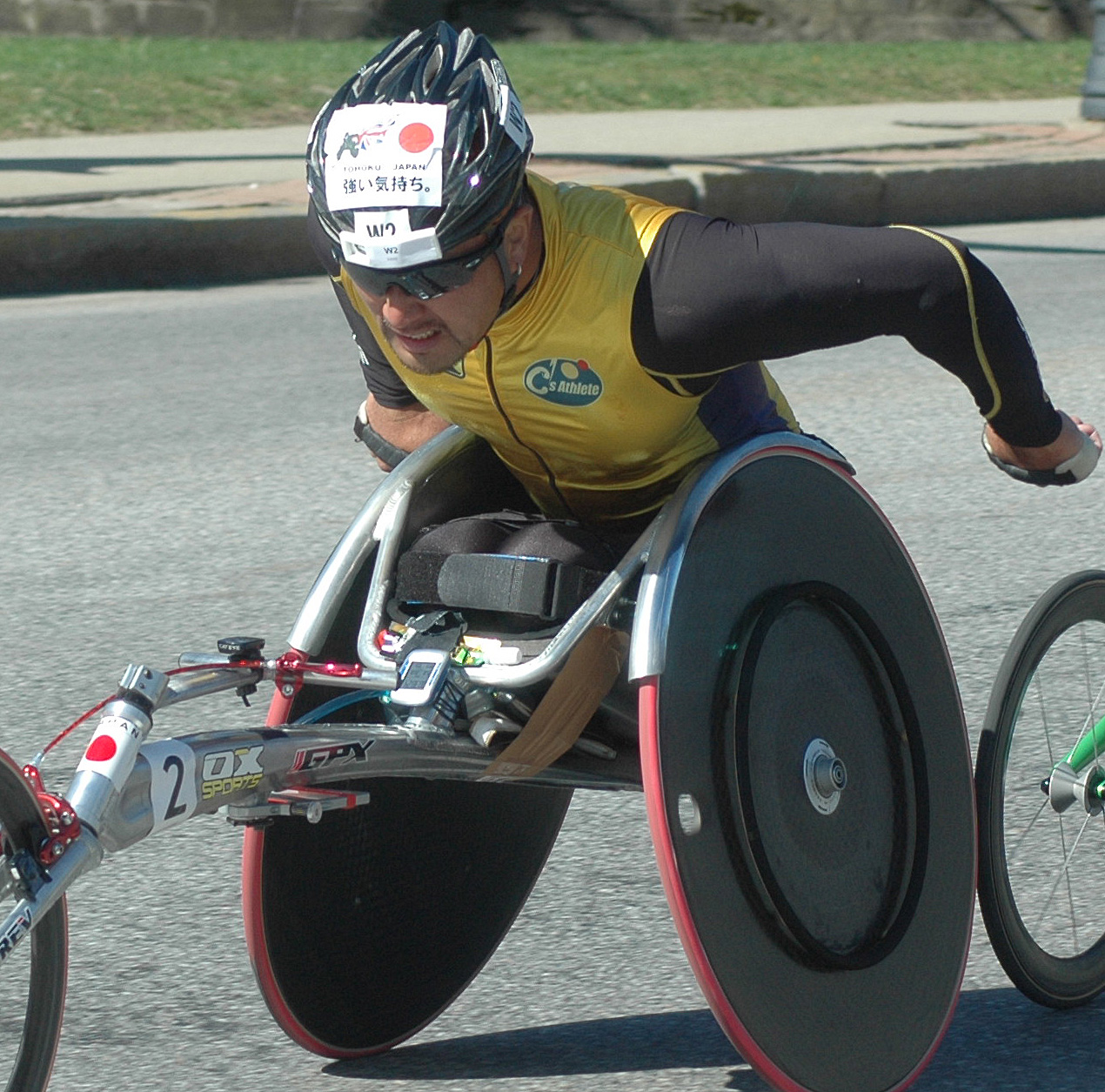
2011年ボストンマラソンを走る副島正純選手

座る、もしくは正座するような態勢で乗り込む。車体は完全なオーダーメイドであり炭素繊維のディスクホイール など、車いすというよりは、プロ選手用ロードバイクの3輪版である。
後輪は体格に合わせ26～27インチ、前輪は、主に20インチが使用される。全長1700mm～1850mm程度。ホイールベースは、1200mm程度。一般的に、ホイールベースが長ければ長いほど真っ直ぐ進みやすく、曲がりにくい（直進安定性が高い）ので、思い切って漕ぐことができるため、スピードを出しやすい。
なお、車輪を回すためのハンドリムを摩擦により押す（叩く）ために、個人の腕力に応じたグローブを自作して使う。

### 進化

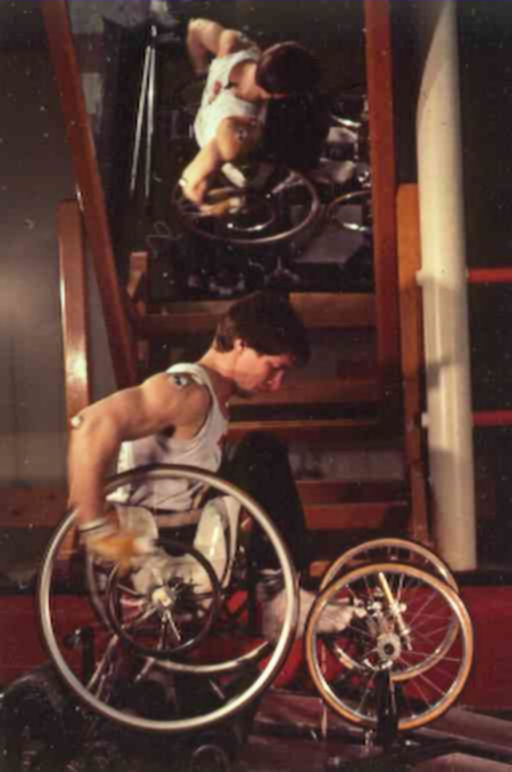
1985年 リック・ハンセン

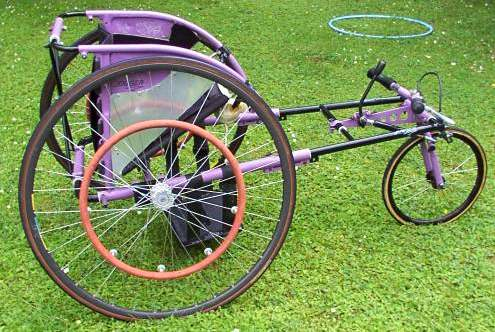
オフセットのない3輪タイプ

車いすマラソンにおける車いすの進化は概ね以下のようになる。
- 1970年代
  - 生活用車いす
鉄製で重量は14kgほどあり、長距離を速く走る用途には適さない。
- 1980年頃
  - ハンドリムの小径化
生活用車いすのハンドリムは、タイヤの大きさより2インチ程度小さいだけであるが、もっと小さくすると、てこの原理で大きく車輪を回すことができ、発進時には大きな力が必要となるものの、一度スピードが出れば高速走行を維持することができるため、長距離走に適している。
しかし、前輪は小径で独立したキャスター (移動用部品)タイプであり自由に可動するため、直進安定性は低い。従って、加速時には左右の後輪に伝える力を調節しながら漕がなければ、大きく左右にぶれてしまうため、大きなパワーは伝えられない。
（1984年の世界記録：1時間48分25秒/アンドレ・ヴィジェ（カナダ）大分国際）
- 1985年頃
  - 前輪の大径化1985年 リック・ハンセン
転がり抵抗が少なくなり、前輪の向きも固定できるようになったため、直進安定性が多少増した。ただし、固定した2つの前輪の角度が同じになるよう調整するための機構が必要となった。
なお前輪が大型化した結果、ホイールベースが伸び、少し足を後方にずらすことで足よりも前方に前輪を置くことができるようになったため、設計の自由度が増し、3輪化の条件が整った。また、後輪の上端の幅を狭めることで、脇を閉め、腕を伸ばすことができるようになったため、ハンドリムを大きく回すことができるようになった。結果として後輪の取り付け角度が「ハの字」方向にやや傾いてきた。
（1986年の世界記録：1時間45分36秒/アンドレ・ヴィジェ（カナダ）大分国際）
- 1986年頃
  - 3輪化（キャスター型）
3輪の初期型である。前輪を1つ減らすことで、軽量化に繋がったものの前輪は依然としてキャスターであり、自らが舵をとることはできず、本体の進む方向に自在に合わせるだけのものであるため、まだ直進安定性は低かった。方向を固定する装置も付いていたが、コーナーを回った後には、再度、真っ直ぐに固定し直す必要があった。
また、後輪の「ハの字」への傾きも大きくなってきた。
- 1988年
  - ルール上、ホイールベースの長さに関する規程がなくなり、前輪の取り付け方法の選択の幅が広がった。
（1988年の世界記録：1時間38分27秒/ポール・クラーク（カナダ）大分国際）オフセットのない3輪タイプ
- 1989年頃
  - フロントフォークの採用
3輪の進化形である。1輪にしたことで、自転車と同じフロントフォークを採用することができ、直進安定性の高い車いすが誕生した。フロントフォークは先端部分が曲がり、車体に固定された回転軸の延長線上から、ハブの位置が前方にずれている。（キャスターオフセットという）。このことにより、前輪が真っ直ぐになった時に最も車体が地面に近くなる（ハンドルを切ると、車体が持ち上がる）ため、過重を掛けると、自然に直進位置で安定するようになった。（この性質があるため、自転車でハンドルから手を放しても真っ直ぐ進むことが可能になる。）
また、舵を一瞬でトラックのカーブに合わせて固定する装置が付いたことにより、コーナーリングに気を使うことなく、ハンドリムを叩くことができるようになったため、「新型」レーサーに乗ればトラック勝負で圧倒的優位に立つことができた。
また、前輪にブレーキを取り付けることが可能となった。なお、フロントフォークを初めて採用したのは、オーストラリアのベンチャー企業であったtop end社であると言われている。
- 1990年頃
  - ロングホイールベース化
従来フレームは鉄やステンレス、クロムモリブデン鋼であったが、アルミニウム製の1本フレームが採用され、ホイールベースが長くなってきた。
ホイールベースが伸びれば伸びるほど、直進安定性が増し、左右の力を加減する必要性が低下するため、より大きなパワーを車輪に伝えることができるようになった。また、3つの車輪の接地点をつないだ3角形の面積が大きくなるほど転倒しにくくなり、また目の前にフレームがあるために、安心して体を前に倒すことができるようになった。大きな前傾姿勢をとることで、ハンドリムのより下部まで手が届くようになったため、ハンドリムをより大きく漕ぐことができるようになった。
  - 軽量化
アルミニウムを使用することで軽量化が進み、7～9kgのものが出てきた。また、車輪やフレームのレイアウトが完成形に近づき、個人の体格や筋力に合わせたオーダーメイド化が進んだため、より効率的に力を路面に伝えることができるようになった。
ロードバイクでも、この頃からプロ用はアルミフレームが主流になっている。
- 1991年
  - 全長の制限に関する規程が削除され、前輪の直径が50cm以内とされた。

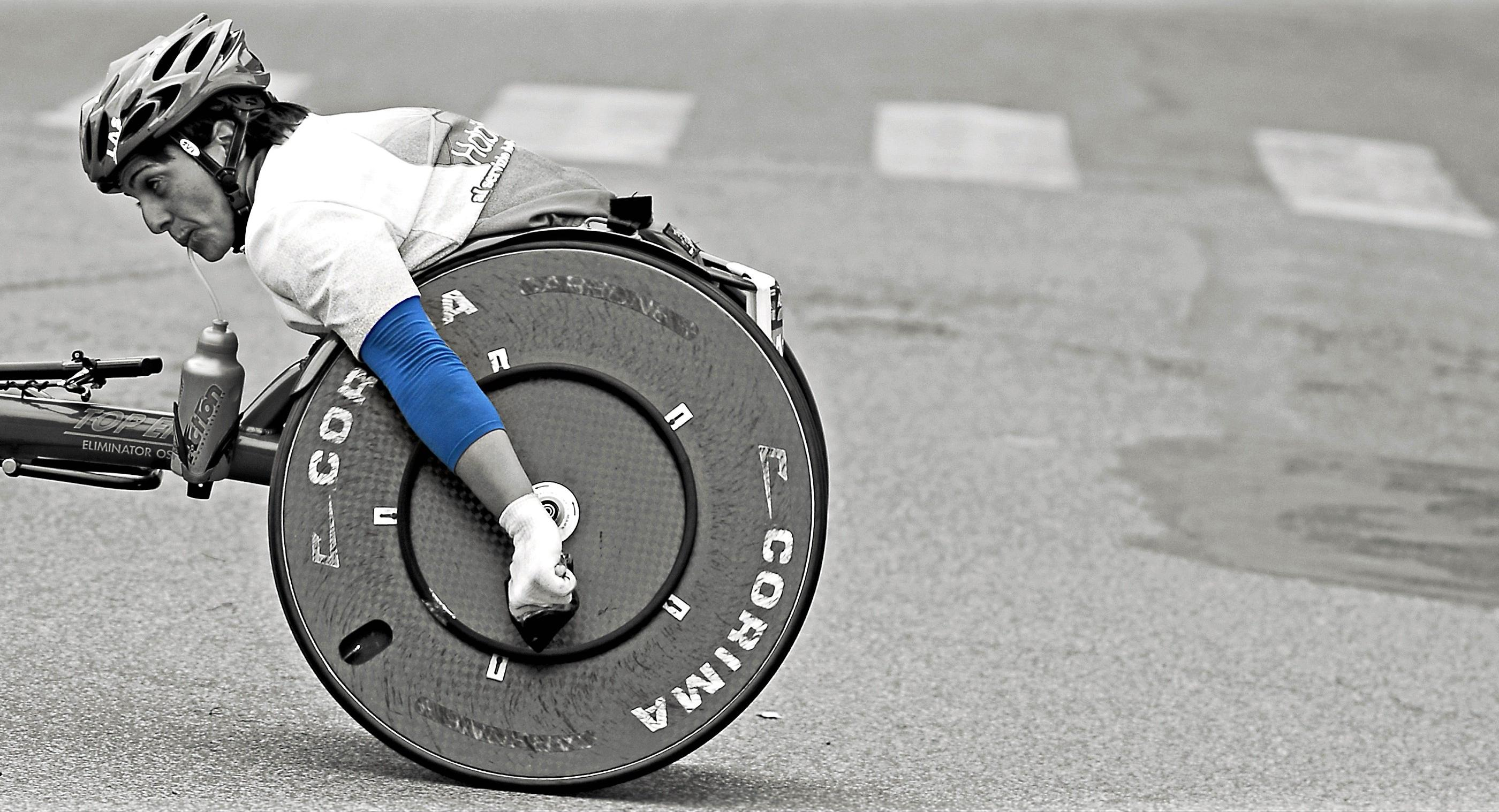
コリマ社製カーボンディスクホイール

- 1993年頃
  - ディスクホイール（後輪）の採用コリマ社製カーボンディスクホイール
車いすの大輪（後輪）は、もともと自転車用を流用していたが、自転車用にディスクホイール（板状の円盤）が開発されると競技用車いすにも採用されるようになった。従来のスポーク型の後輪の場合、ハンドリムを回す力はスポークに対しては横向きの力となるため、たわむ（曲がる）が、仮に毎回1cmたわむ場合、1回漕ぐたびに1cm分のロスが出ることになる。車輪全体を円盤にすることで剛性が向上し、パワーロスはほぼゼロとなった。
ディスクの素材には主に炭素繊維強化プラスチックが使用されており、競技用車いすにはCorima社製のものがよく使われている。なお、炭素繊維強化プラスチックは、硬くて軽いことから振動により音を出しやすい性質を持っているため、車いすレーサーが走ると、ゴンゴンというハンドリムを叩く音が大きく響く。
（1999年の世界記録：1時間20分14秒/ハインツ・フライ（スイス）大分国際）
- 2005年頃
  - 総カーボン製フレーム
本田技術研究所とホンダR&D太陽の共同開発により「フルカーボン（炭素繊維強化プラスチック）モノコックボディ」のレーサーが開発されている。特注製品であり、大きな釜で均一に焼き固める必要があるため、本体価格は150万円程度になるという[18][19]。2009年東京マラソン車いすの部で優勝した日本人トップレーサーの山本浩之選手らがこのタイプのレーサーを使用している。
ロードバイクでも、この頃からプロ用はカーボンフレームが主流になっている。
- 2010年代～
  - さらなる進化
チタン、マグネシウムなどの新素材の採用やフレーム剛性の向上、空気抵抗の減少などに開発のポイントが移ってきているが、デザイン性も大きく向上した。
  - フレーム剛性について
1本フレームは、横方向の力に弱い欠点がある。仮にハンドリムを漕ぐたびにフレームがたわむ、というような状態である場合、漕ぐ力がフレームを曲げるための力に使われてしまうことになる。従ってねじれに強いフレームであるほど、効率的にパワーを路面に伝えることができると言える。

### 考察

#### 重量バランスのジレンマ
車輪で進む乗り物において運動性能を向上させるには、前・後輪の重量バランスが、50：50であることが理想的だが、手こぎの競技用車いすでは、極端に後輪寄りに位置している。そのため、発進・急加速時に前輪が浮き上がり、直進安定性が極端に低下するという欠点を持っているが、乗車位置を前にすると、ハンドリムが身体の後方になってしまい、力を入れづらくなるというジレンマを抱えている。

#### 3輪と4輪の比較
| 比較         | 3輪                                                                                              | 4輪                                                                             |
| ------------ | ------------------------------------------------------------------------------------------------ | ------------------------------------------------------------------------------- |
| 転倒しにくさ | タイヤの接地点を結んだ形（三角形）の面積が狭く、不安定で転倒しやすいため、コーナーリングで不利。 | タイヤの接地点を結ぶ4角形の面積が広く、転倒しにくいため、コーナーリングで有利。 |
| 軽量化       | 前輪は1つだけであり、構造を単純化でき、軽量化も可能。                                            | 前2輪の角度を同じにする機構を備える必要があり、軽量化の面で不利。               |

#### 評価
直進安定性は、ホイールベースの長さによるため、前輪の輪の数には左右されない。コーナーリング性能は4輪の方が圧倒的に有利だが、マラソンにおいては直線部分が大部分であるため、マラソンに限れば総合的には3輪が有利と言えるだろう。

### 後輪がハの字型である理由

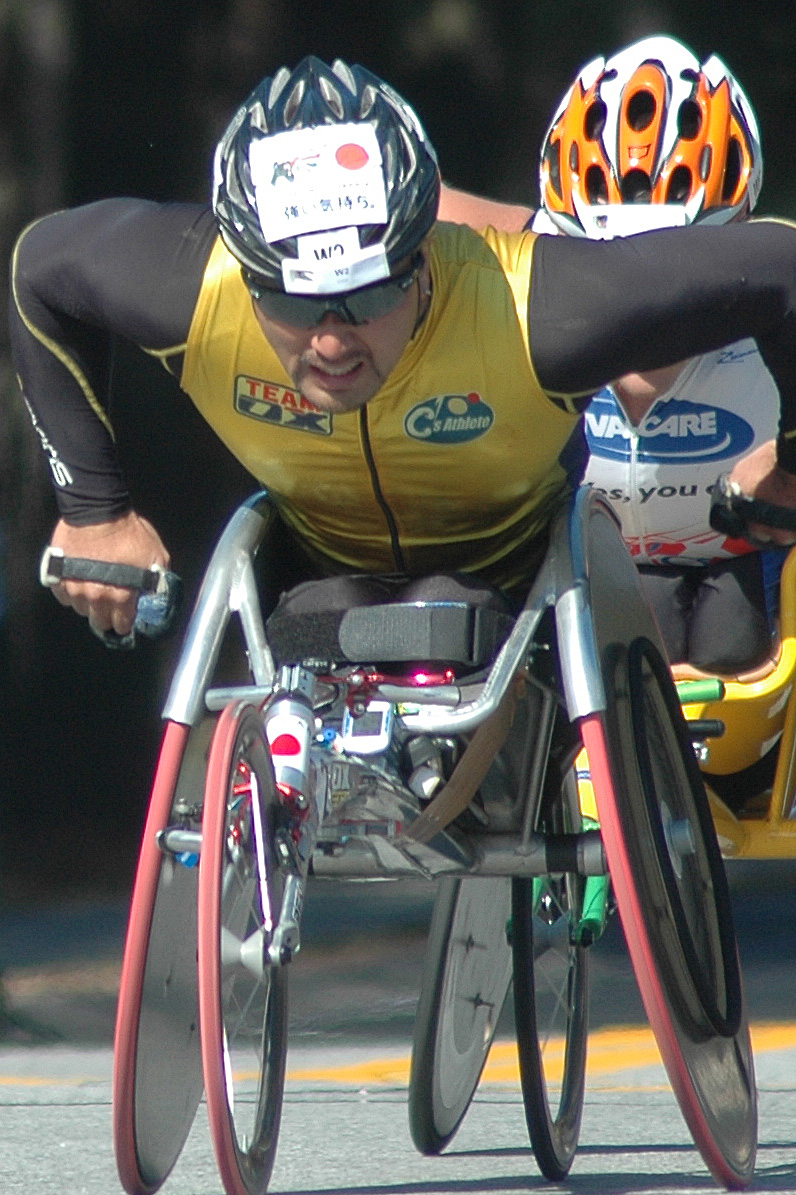
2つの後輪は、ハの字に開いている

ホイールアライメントにおけるキャンバー角（ネガティブキャンバー）が付いている状態であるが、いわゆるホイールアライメントという考え方とは別な出発点からマラソン競技用車いすには採用された（本来旋回性の向上がネガティブキャンバーの目的）。すなわち最初から「傾ける」ことを狙った訳ではなく、タイヤ上部の幅を腰に合わせて狭く、タイヤ下部の幅を安定するよう広くした結果、「ハの字」になったものである。従って、使いやすい角度や幅には個人差がある。

#### 概略
- 背景1
  - 生活用車いすは誰でも使えるよう、多少大きめに作られている。通常は、車輪の幅は60cm程度である。
- 背景2
  - 腰の幅には個人差があるが、ハンドリム（車輪を動かすためのリング）を扱いやすいのは、腰のすぐ脇の位置である。腰の幅より広いと、腰と車輪の間に手が挟まるし、脇を開けなければならないため、力も入りにくい。また、大きすぎると腰の位置がずれて安定しない。従って、車輪の上部の幅は、腰越のやや上あたりと同じ幅に合わせて制作される。（腰を斜めにしないと抜けない程度）
- 背景3
  - 腰と同じくらいの幅で車輪を垂直にすると、狭すぎて転倒しやすくなる。従って、接地点は広げる必要がある。

以上の3つのことから、オーダーメイド化を進めると、必然的にハの字になる。しかし、偶然の産物とはいえ、各競技においてはそれぞれに異なるメリットがあった。

#### レース競技

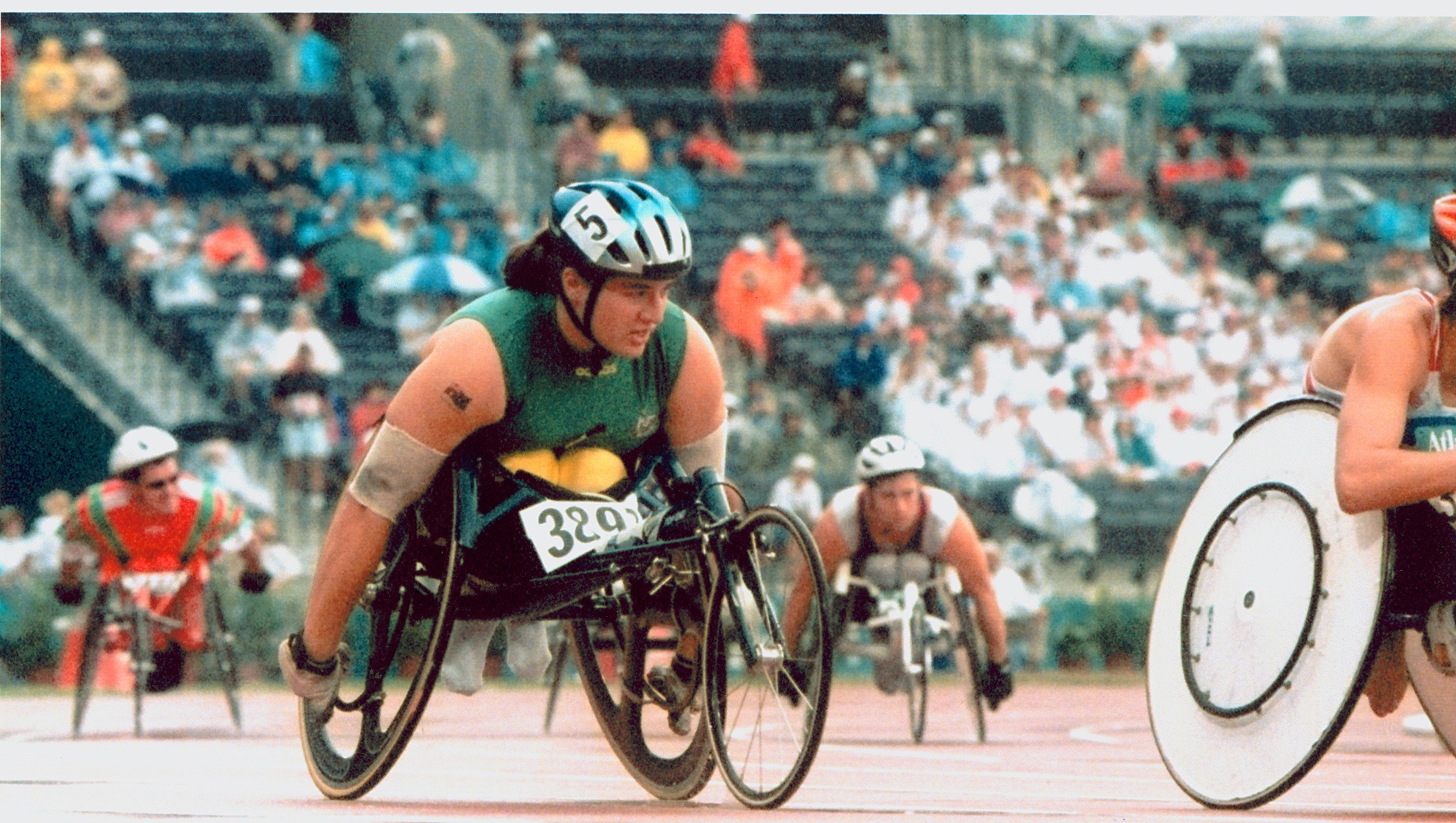
1996 アトランタパラリンピック Louise Sauvage

1980年代初頭は、車輪は転がり抵抗が最小となる垂直に取り付けられていたが、二の腕付近が車輪に触れることで皮膚が擦り剥け出血するため、皮膚を保護するためのテーピングをしてレースに臨む選手が多かった。しかし車いすのオーダーメイド化が進むにつれ、結果的にハの字になった。
なお接地面が大きくなり、転がり抵抗が増える欠点は、空気圧を高くしタイヤの変形を小さくすることで、カバーしている。
- ハの字のメリット
  - 腰の横であるため、ハンドリムを上から押す（叩く）際、真下に腕を振りおろせるため、力を入れやすい。
  - ハンドリムが斜めになっているため、上から押す際に摩擦を得やすい。腕を下ろせば下ろすほど、ハンドリムが広がって手に近づいていくような感触が得られる。
- デメリット
  - ホイールの内側が低くなるため、段差等で損傷しやすい。
  - ホイールの外側が高くなるため、荷重がかかった際に、タイヤが外側に外れやすい。

※ なお車輪が斜め回転することにより、直進を妨げるような力が発生することはないと考えられる。（「地球ゴマ」参照）。従って、曲がりやすくするために車輪を斜めに取り付けているというのは誤解である。

#### （参考）車いすバスケットボール
- 小さな力で方向転換しやすい。
生活用車いすの後輪の接地面の幅は60cm程度であるが、車いすバスケット用は90cm程度ある。左右の車輪をそれぞれ逆方向に回すとタイヤの接地面は円を描くが、生活用車いすでは半径30cm、バスケット用では半径45cmの円となる。このタイヤの接地面と重心との距離の、プラス15cmがてこの原理により、方向転換の容易さに繋がる。
つまり、小さい力で旋回できるということである（ボートを漕ぐ際、片方のオールだけで漕ぐとその場で回転してしまうのと同じ理屈。また、ネジ回しは握る部分が太い方が力が少なくて済むのと同じ。）。
- 接触した時、相手と自分の車いすで手を挟まないというメリットもある。

#### （参考）車いすテニス
- 小さな力で方向転換しやすい。素早く回転できるのは、車いすバスケと同じである。
- 回転角度の微調整が可能。

小さく動かしただけで大きく動くような過敏な設定だと、思った以上に回りすぎてしまうため、狙い通りの角度でボールに向かうことが難しくなる。
しかし前述したように、タイヤの接地点が描く円周は生活用車いすよりも、ハの字にしたものの方が長くなる。つまり、同じ体の回転角度を得るためには、生活用車いすよりも車輪の回転量を多くする必要がある。反対に、大きく動かしても少ししか回転しないため、回転のしすぎを回避できる。つまり、生活用車いすに比べて、角度の微調整が容易であるということである。

## その他

### 「車いす」という表記について
ひらがな表記の「車いす」が大会名に多く使われているのは、過去、「常用漢字表」に「椅」の文字がなく、公用文等に使用できなかったためである。なお常用漢字表に「椅」が加えられたのは、2010年11月30日である。

### テレビ・ラジオ・ネット中継

#### テレビ中継
- 2015年まではレース全体が生中継されたことはまだなかったが、東京マラソンが全国中継される中で、一般の中継の合間に時折車いす選手が映し出されるようになり、2012年大会では車いすの部のスタートの様子が10秒程度生中継された。2016年10月30日の大分国際では、大分放送の制作で地上波（OBS単独）とBS（BS-TBS）で初めて生中継が実施された。

#### ラジオ中継
- 1998年以降、大分国際車いすマラソン大会が、株式会社大分放送によりAM放送で生中継されている。

#### ネット中継
- 1997年以降、大分国際車いすマラソン大会が、大会事務局により生中継されている。

### 車いすマラソンを題材にした本・ドラマ
- 今を受け入れ、今を超える。ISBN 4198634548
- やればできるさ　yes,you can ISBN 4072780669
- 余命1年からの奇跡 ISBN 4761267054
- ケンタウロス、走る!―車椅子レーサーたちのシドニー・パラリンピック ISBN 4163569308
- BODY―奥野安彦写真集 ISBN 4898150330
- いつの日か…―挑戦するアスリートたちの物語 ISBN 4894535327
- 闘う「車いす」―車いす革命の旗手たち ISBN 4526046442
- どうせ生きるなら　ISBN 4408395579
- 一秒でも ISBN 4900457914
- 先生、どうして足がないの? ISBN 4434102214
- パラリンピック物語 ISBN 4947648651
- 松江美季―はばたけ車いすアスリート ISBN 4010724978
- 車いすの金メダル